# Calycogonium hispidulum
Calycogonium hispidulum är en tvåhjärtbladig växtart som beskrevs av Célestin Alfred Cogniaux. Calycogonium hispidulum ingår i släktet Calycogonium och familjen Melastomataceae. Inga underarter finns listade i Catalogue of Life.